# Lise Meitner

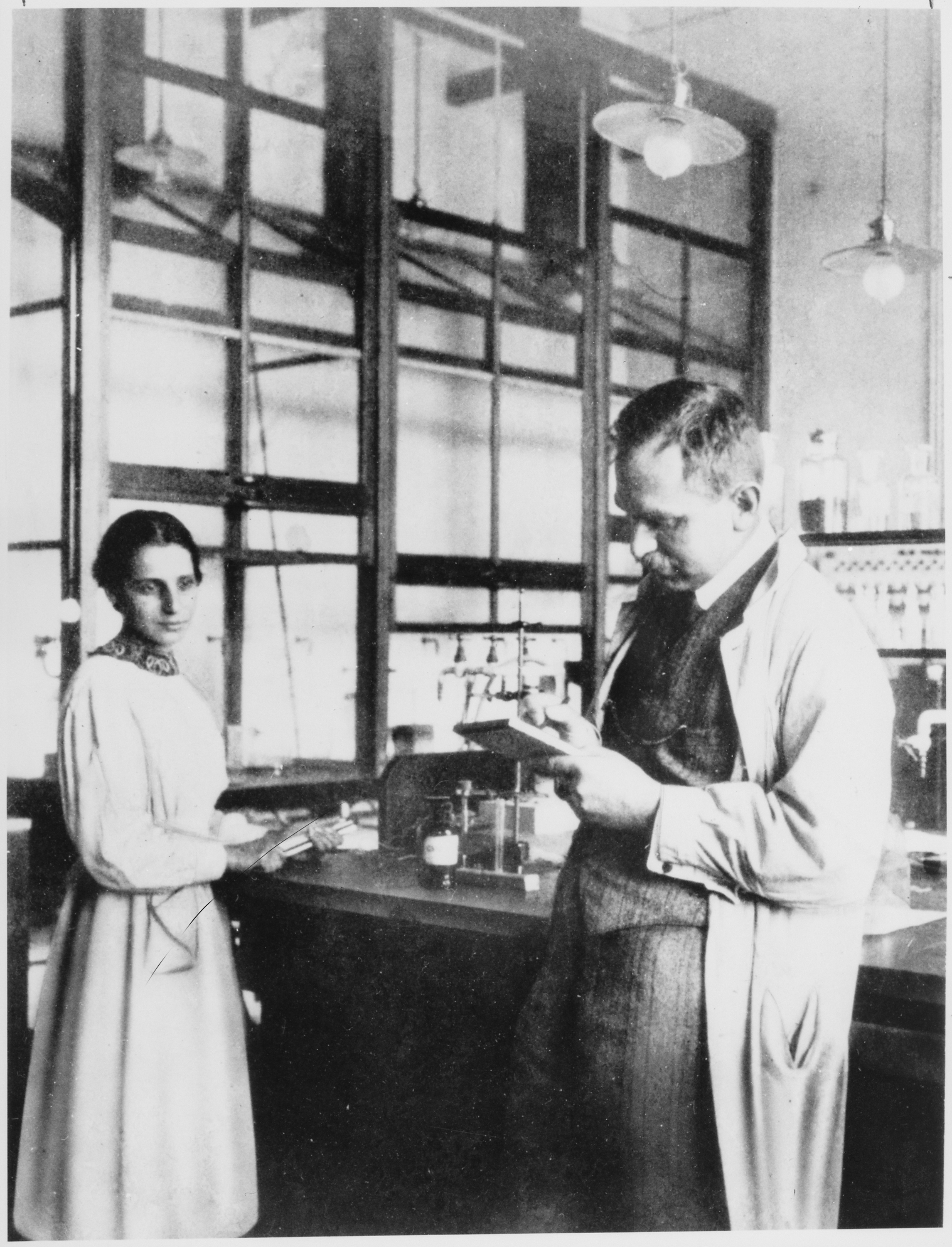
Lise Meitner és Otto Hahn a laboratóriumban

Lise (Elise) Meitner (Bécs, 1878. november 17. – Cambridge, 1968. október 27.) osztrák-svéd atomfizikus. Ő adott elméleti magyarázatot a maghasadásra, amit két kollégája, Otto Hahn és Fritz Strassmann hozott létre 1938-ban.

## Élete

### Fiatal évei
Egy hiba következtében egyes dokumentumokban születése napjaként november 7-e szerepel. Ő volt nyolc közül a harmadik gyermeke dr. Philipp Meitner zsidó ügyvédnek és feleségének, Hedwig Meitner-Skrovannak, de őt nem zsidó, hanem evangélikus hitben nevelték. Polgári iskolába járt, mert gimnáziumba lányokat nem engedtek beiratkozni. Ezután franciatanár vizsgát tett, és magántanulóként készült az érettségire. A gimnáziumi végzettséget csak ez után szerezhette meg Bécsben. A nyolc évfolyamot két év alatt végezte el — 22 évesen, 1901-ben.
Még abban az évben megkezdte fizika-, matematika- és filozófia-tanulmányait a Bécsi Egyetemen. Legfontosabb tanára Ludwig Boltzmann lett. Már az első évtől foglalkoztatta a radioaktivitás. 1906-ban második nőként doktorált a Bécsi Egyetem fizika szakán Inhomogén anyagok hővezetése témában, és eredménytelenül pályázott arra, hogy csatlakozhasson Marie Curie-hez Párizsban. A doktorálása utáni első évben a bécsi Elméleti Fizika Intézetben dolgozott.

### Berlini kutatásai
1907-ben további tudományos képzésre Berlinbe ment elsősorban azért, hogy Max Planck előadásait hallgassa. Költségeit atyja fedezte 1912-ig, amíg Planck álláshoz nem segítette. Berlinben találkozott Otto Hahnnal, a fiatal radiokémikussal, akivel a következő 30 évben együtt dolgozott — eleinte „fizetetlen vendégként” Hahn laboratóriumában. Az akkori Poroszországban ugyanis a nők még nem járhattak egyetemre — ezért az épületbe két évig a hátsó bejáraton kellett belépnie, a hallgatók előadó- és kísérletező termeit pedig nem látogathatta 1909-ben a tilalmat feloldották. 1908-ban belépett az evangélikus egyházba.
1909-ben Hahn és Meitner közösen fedezte fel a radioaktív kilökődést — azt a jelenséget, amelyben az atommagot eltaláló részecske abból más nukleont (nukleonokat) lök ki. Emellett felfedeztek több új izotópot. Apránként nevet szerzett magának a fizikusok közt, összeismerkedett egyebek közt Albert Einsteinnel és Marie Curie-vel is. 1912-ben Meitner és Hahn munkakörülményei jelentősen javultak, mivel kutatásaikat a Vilmos Császár Társaság újonnan alapított Kémiai Intézetének Hahn számára létesített radioaktív részlegében folytathatták. Itt 1912 és 1915 között Max Planck nem hivatalos asszisztenseként dolgozott. Az első világháború alatt Meitner röntgennel gyógyított egy hadi kórházban a keleti fronton, Hahn pedig a mérgesgázok előállításában vett részt.
1917-től Meitner ismét Otto Hahnnal dolgozott, és még ebben az évben felfedezte a protaktínium-231-et, a Kasimir Fajans és Oswald Helmuth Göhring által 1913-ban felfedezett 91. elem hosszú élettartamú izotópját. 1918-ban kapott először saját részleget: a fizikai-radioaktivitás részleg vezetője lett a Vilmos Császár Kémiai Intézetben. 1922-ben habilitált, és megkapta a jogot, hogy docensként dolgozzon. 1923-ban Auger előtt felfedezte az Auger-effektust. 1926-ban a kísérleti magfizika rendkívüli professzora lett a Berlini Egyetemen. Ugyanebben az évben kísérletileg igazolta, hogy a gamma-sugárzás nincs közvetlen kapcsolatban az elemek átalakulásával, hanem abból származik, hogy a gerjesztett atommag alapállapotba tér vissza (MNL).

### Szökése és a maghasadás megismerése
1933-ban zsidó származása miatt megvonták tanítási jogát, de a nem állami Vilmos Császár Intézetben tovább dolgozhatott. 1934-től Hahnnal és Fritz Strassmann-nal (Straßmann) azt tanulmányozta, mi történik a neutronokkal bombázott uránatomokkal (MNL).
1938-ban, amikor Németország bekebelezte Ausztriát, Meitner német állampolgár lett, és zsidóként nem lehetett tovább részlegvezető; életveszélybe került. A nácik elől Otto Hahn és Dirk Coster holland kémikus segítségével Hollandián és Dánián át Svédországba menekült, ahol kutatásait 1946-ig a Nobel Intézetben folytatta. Hahn és Meitner továbbra is levelezett. Még 1938-ban írt neki Otto Hahn egy általa felfedezett és „Zerplatzennek” (szétpukkadásnak) nevezett folyamatról. Megkérdezte Meitnertől (lásd ):
Lehetséges-e, hogy az urán-239 széthasad egy Ba (bárium)-ra és egy Me (mezotórium)-ra? Nagyon szeretném a Te véleményedet hallani. Esetleg valamit ki tudsz számolni és publikálni.
1939-ben Lise Meitner unokaöccsével, Otto Robert Frisch-sel közzétette a „Disintegration of Uranium by Neutrons: a New Type of Nuclear Reaction“ (Nature, 143, 239-240) című cikkben a „szétpukkadás” elméleti magyarázatát, és ezzel megalapozták a maghasadás elméleti alapját. A „szétpukkadást” ők nevezték el maghasadásnak. Bár a jelenséget Otto Hahn és Fritz Strassmann hozta létre először, értelmezését Meitner adta meg.
Az ötlet a később szintén ismert magfizikussá váló unokaöccsével beszélgetve, egy túrán pattant ki fejéből. A két származék atommag együttes tömege kevesebb az eredeti uránatoménál. Ebből a tömegcsökkenésből, a relativitáselméletből megismert E=mc² képlettel Meitner ki tudta számítani a maghasadással felszabaduló energiát, és erre atommagonként nagyjából 200 millió elektronvoltot kapott. Ezzel az úttörő számítással alapozta meg az atomenergia használatát és az atomfegyvereket. Niels Bohr, akinek Otto Frisch beszámolt erről az eredményről, állítólag így kiáltott fel: Ó, milyen ostobák voltunk mi mind!

### 1945 után
Meggyőződéses pacifistaként Meitner nem volt hajlandó részt venni az atombomba építésének előkészítésében, pedig az Egyesült Államokból állandóan kérték erre. A második világháború alatt végig Svédországban maradt.
Az 1944-es kémiai Nobel-díjat Otto Hahnnak ítélték (csak 1946-ban tudta átvenni). Lise Meitnert az indoklásban nem is említették, és a következő évben sem tüntették ki. Dirk Coster holland fizikus, aki 1938 júliusában segítette Lise Meitner szökését, a Nobel-díj kiosztásának alkalmából ezt írta:
Otto Hahn, a Nobel-díj! Bizonyára megérdemelte. Kár viszont, hogy Önt 1938-ban Berlinből megszöktettem (…) Különben ön is mellette lett volna. Bizonyára úgy lett volna igazságos.
Az „atombomba anyjaként” és „az év hölgyeként” 1946-ban előadókörútra hívták az Egyesült Államokba, egy évvel azután, hogy Hirosimára és Nagaszakira ledobták az atombombát.
1947-ig a Stockholmi Műszaki Egyetem Fizikai Intézetének magfizikai részlegét vezette, emellett több amerikai egyetemen volt vendégprofesszor.
1960-ban Cambridge-ben telepedett le unokaöccsénél, és ott töltötte utolsó nyolc évét; ebben az időben a maghasadás békés célú felhasználásával foglalkozott. Pár héttel a 90. születésnapja előtt halt meg 1968. október 27-én — ugyanabban az évben, mint Otto Hahn.

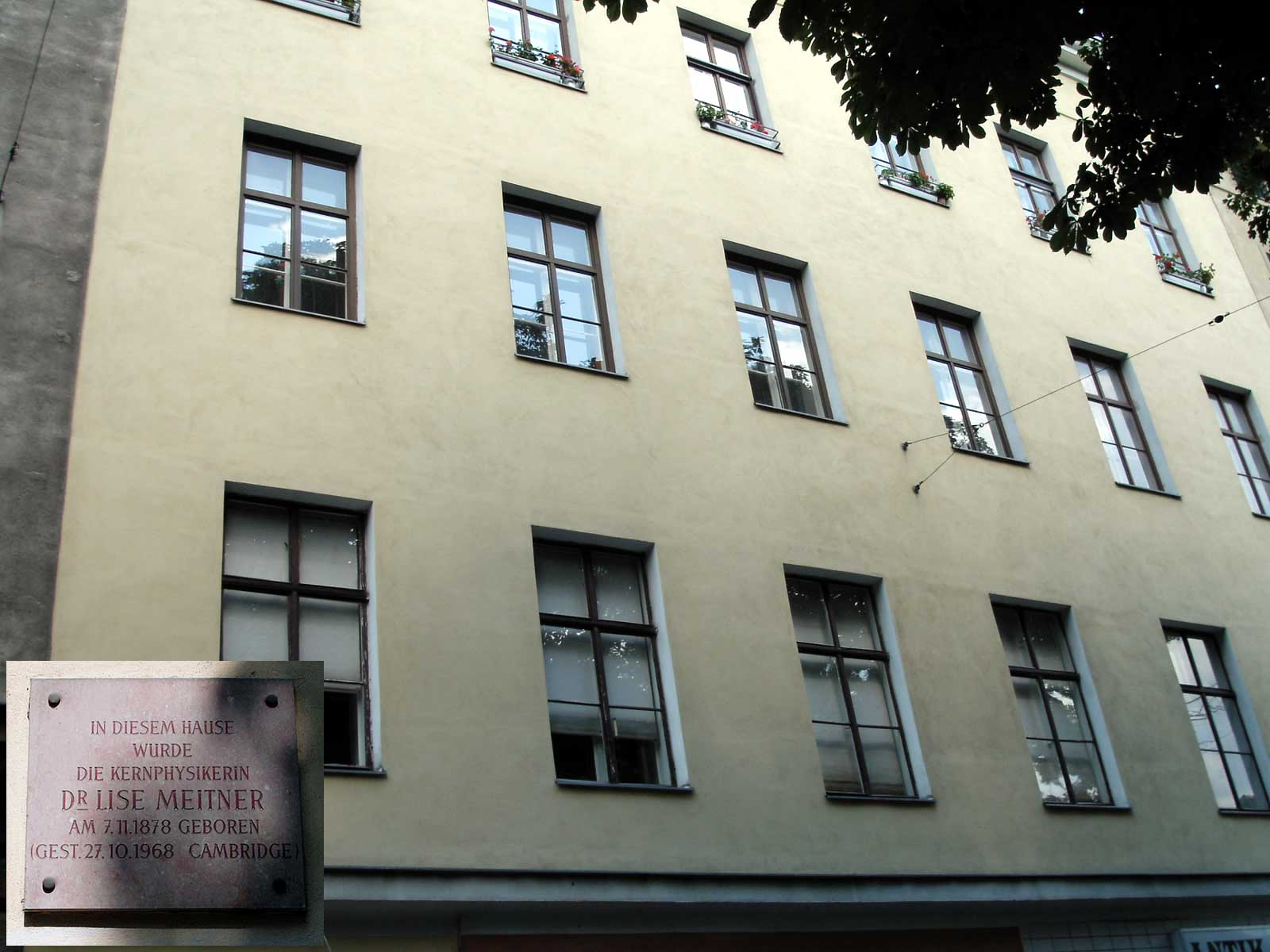
Szülőháza és emléktáblája a bécsi Leopoldstadtban

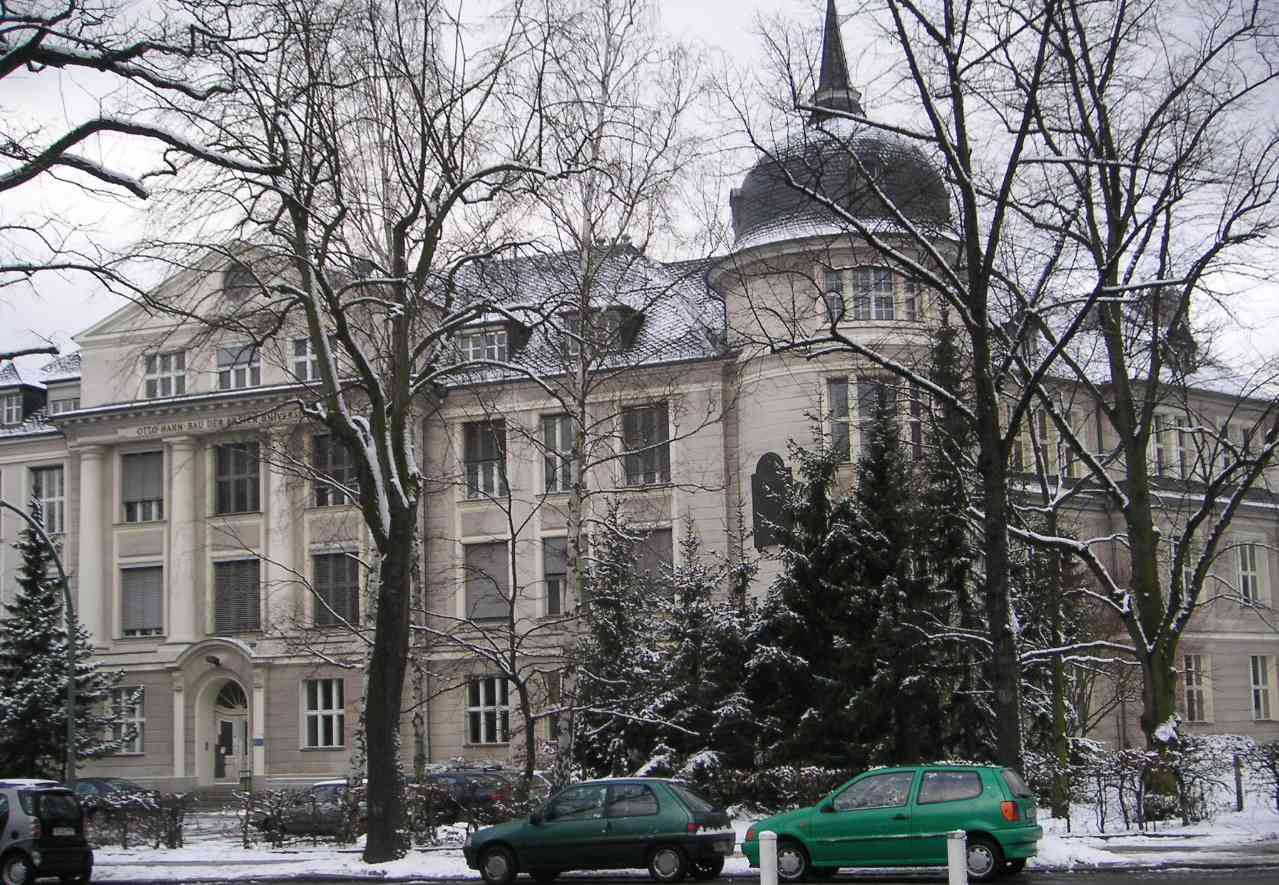
A Vilmos Császár Kémiai Intézet Berlinben (ma a Szabad Berlini Egyetem Biokémiai Intézete — Institut für Biochemie der Freien Universität Berlin)

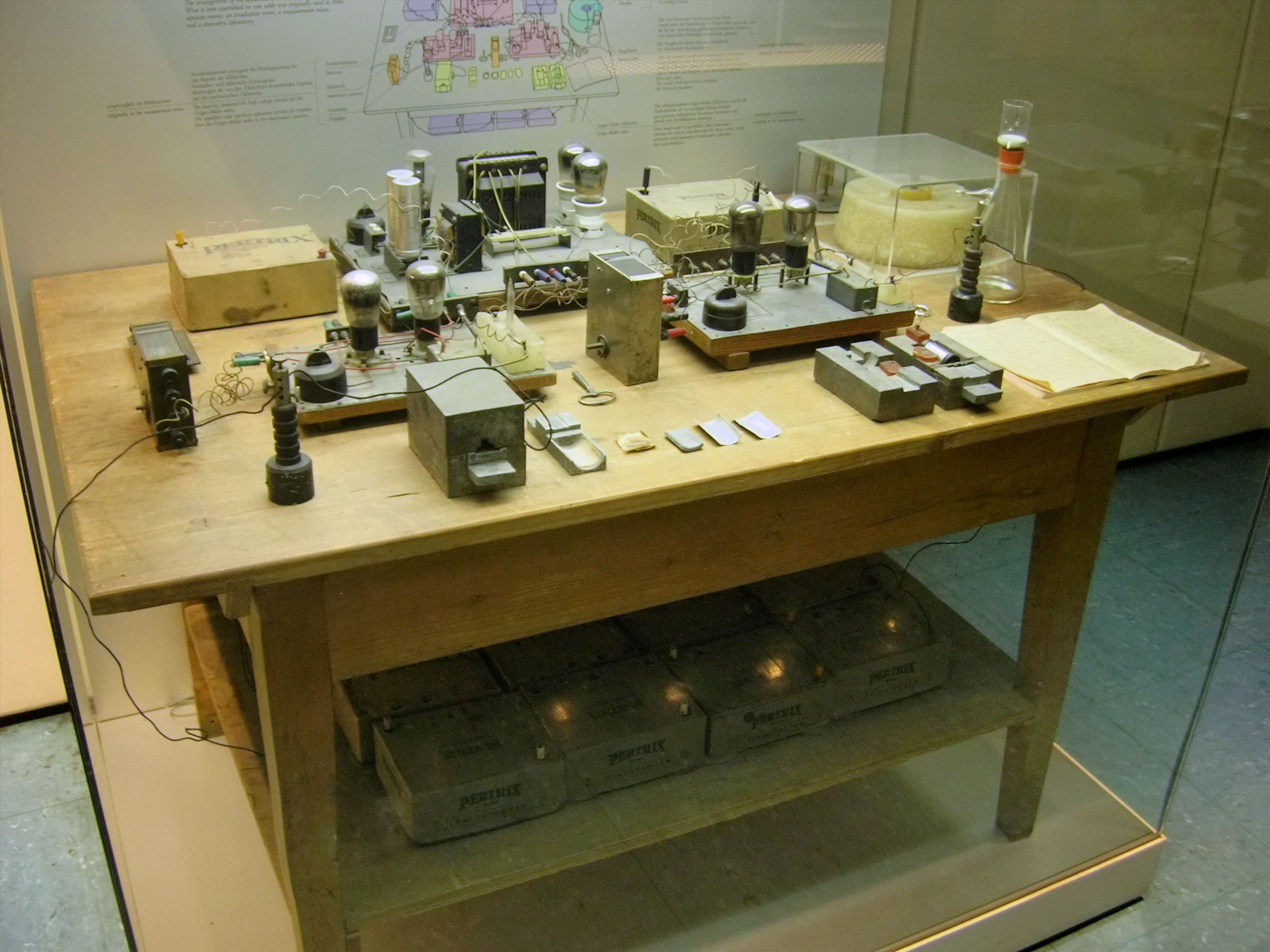
A kísérleti berendezés, amellyel Otto Hahn és Fritz Straßmann 1938-ban felfedezte a maghasadást (Deutsches Museum, München)

## Munkássága
Lise Meitner tudományos teljesítményét gyakran a maghasadás alapjainak felfedezésére szűkítik le. Ez lett a néhány éven belül az atombomba kifejlesztéséhez vezető maghasadástechnika alapja. Éppígy az ő eredményeire építve vált lehetővé az atomenergia békés felhasználása. Maga Meitner a fejlődést kívülről, kritikusan figyelte, akárcsak munkatársa, Otto Hahn más úttörők, mint Albert Einstein.
Emellett a munkája mellett mindenekelőtt a radioaktivitás megismerését folytatta Lise Meitner. A legtöbb munkája a radioaktivitás vizsgálatából származott, beleértve az alfa- és béta-sugárzást. Emellett ezeknek a sugaraknak a különböző anyagokra tett hatását vizsgálta, amely végül magához a maghasadáshoz vezetett. Otto Hahnnal együtt egy sor radioaktív izotópot fedezett fel, többek között a protaktínium-231, aktínium-C és a tórium-D izotópokat.
Lényegesen közreműködött az atommag felépítésének és a radioaktív bomlások során fellépő energiafelszabadulás megértésében. Otto Frischsel egész sor munkát publikáltak, amelyek a magfizika fizikai alapjait magyarázták el és világították meg. Különösen 1945 után, emellett az atomfizika társadalmi kérdéseivel foglalkozott, beleértve az atomfegyverek fejlődésének és az atomenergia felhasználásának kérdését.
A magánélet Lise Meitner számára a kutatáshoz képest nyilvánvalóan csak egy mellékes dolog volt. Nem házasodott meg, gyermekei sem voltak, és szerelmi kapcsolatai sem ismertek. Otto Hahn és Max Planck elmondása szerint igen céltudatos volt a munkájában, és nagyon keményen dolgozott, hogy eredményeket érjen el. Szerette a természetet, és gyakran visszahúzódott az erdőbe, hogy egy elméleti problémát alaposabban végiggondoljon. A kutatása mellett felelősséget érzett mindenekelőtt a béke iránt, az atomenergia meggondolt felhasználása és a hölgyeknek a tudományban egyenlő jogai iránt. Ő maga mondta egyszer:
„Szeretem a fizikát, s nehezen tudom az életemet elképzelni nélküle. Ez olyan szerelem, mint amit aziránt érzünk, akinek majd' mindent köszönhetünk. Magánemberként állandó lelkiismeretfurdalásom van, de fizikusként tiszta maradt a lelkiismeretem.”

## Elismerései
Haláláig munkájáért és életművéért 21 tudományos és nyilvános kitüntetést kapott. 1947-ben megkapta Bécs város tudományos becsületdíját. Ő volt az első hölgytagja az Osztrák Tudományos Akadémia természettudományos osztályának és tiszteletbeli tagja számos egyetemnek. 1949-ben megkapta a Max Planck-érmet, 1955-ben az Otto Hahn-díjat. 1966-ban Enrico Fermi-díjban részesítették érdemeiért.
Róla nevezték el az 1982-ben szintetizált meitnérium nevű kémiai elemet, és Otto Hahnnal közösen a névadói a berlini Hahn-Meitner Intézetnek.
Bár 1937 és 1968 között harminc ízben jelölték fizikai Nobel-díjra, ezt mindannyiszor megtagadták tőle, mivel a náci Németországból történő szökése miatt nem tudott Hahnnal együtt dolgozni.

## Jellemzése
Afféle úrilányként rendkívül szigorú erkölcsű nevelést kapott, amitől rendkívül tartózkodó (sőt, félénk) lett. Így például harminc éves kapcsolata az egy évvel fiatalabb Hahnnal egy pillanatra sem lépett túl a legszorosabban vett szakmai együttműködésen. — „Ennek ellenére valóban jó barátok voltunk” — emlékezett vissza erre Hahn. Amíg a felezési időket megállapításához órákon át figyelték a radioaktivitást mérő műszereket, Lise Brahms- és Schumann-dallamokat fütyörészett, hogy jobban teljen az idő.
Másokkal is előzékeny és kedves volt: amikor a kémiai Nobel-díj átvétele után hazafelé tartó Rutherford megállt Berlinben, Meitner szorgosan kísérgette bevásárló útjaira Mary Rutherfordot, amíg férje nagyokat beszélgetett Hahnnal.

## Művei (válogatás)
169 publikációt tett közzé. Néhány ezek közül:
- 1906: Inhomogén testek hővezetése
- 1907: α- és β-sugárzások elnyelődéséről
- 1918: Az aktínium anyaeleme, egy új hosszú élettartamú radioaktív elem (Otto Hahnnal közösen)
- 1919: A protaktíniumról és kémiai elemként történő előállításának kérdéséről
- 1922: A radioaktív anyagok bétasugárzás-spektrumának létrejöttéről
- 1924: Az atom belsejének felépítése
- 1927: Összefüggés az α- és β-sugarak között
- 1935: Az atommag felépítése (O. Frisch-sel együtt)
- 1939: Az urán hasítása neutronokkal: egy új típusú magreakció (O. Frisch-sel)
- 1954: Atomenergia és béke
- 1960: A nők státusza a szakmabeliek között
- 1963: Az atomenergia útjai és tévútjai

## Fordítás
- Ez a szócikk részben vagy egészben a Lise Meitner című német Wikipédia-szócikk ezen változatának fordításán alapul.  Az eredeti cikk szerkesztőit annak laptörténete sorolja fel. Ez a jelzés csupán a megfogalmazás eredetét és a szerzői jogokat jelzi, nem szolgál a cikkben szereplő információk forrásmegjelöléseként.